# Neil Adams
Neil Adams, född den 27 september 1958 i Rugby, Storbritannien, är en brittisk judoutövare.
Han tog OS-silver i herrarnas lättvikt i samband med de olympiska judotävlingarna 1980 i Moskva.
Han tog OS-silver i herrarnas halv mellanvikt i samband med de olympiska judotävlingarna 1984 i Los Angeles.